# Смедерево

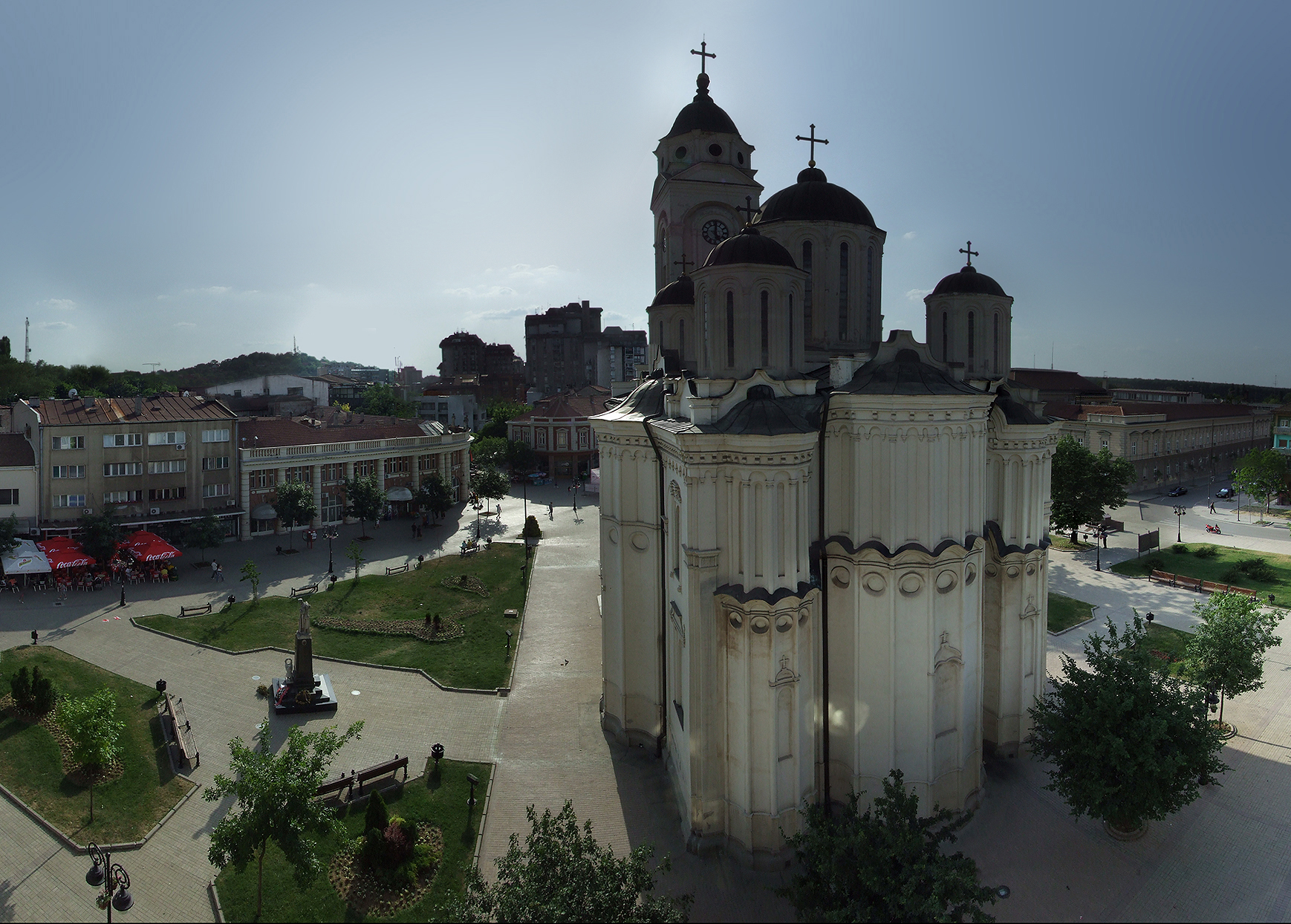
Собор Святого Георгія

Сме́дерево (серб. Смедерево, Smederevo) — місто в Сербії у місці впадіння Морави в Дунай, за 50 км від Белграда. Є адміністративним центром округу Подунавлє та громади Смедерево.

## Історія

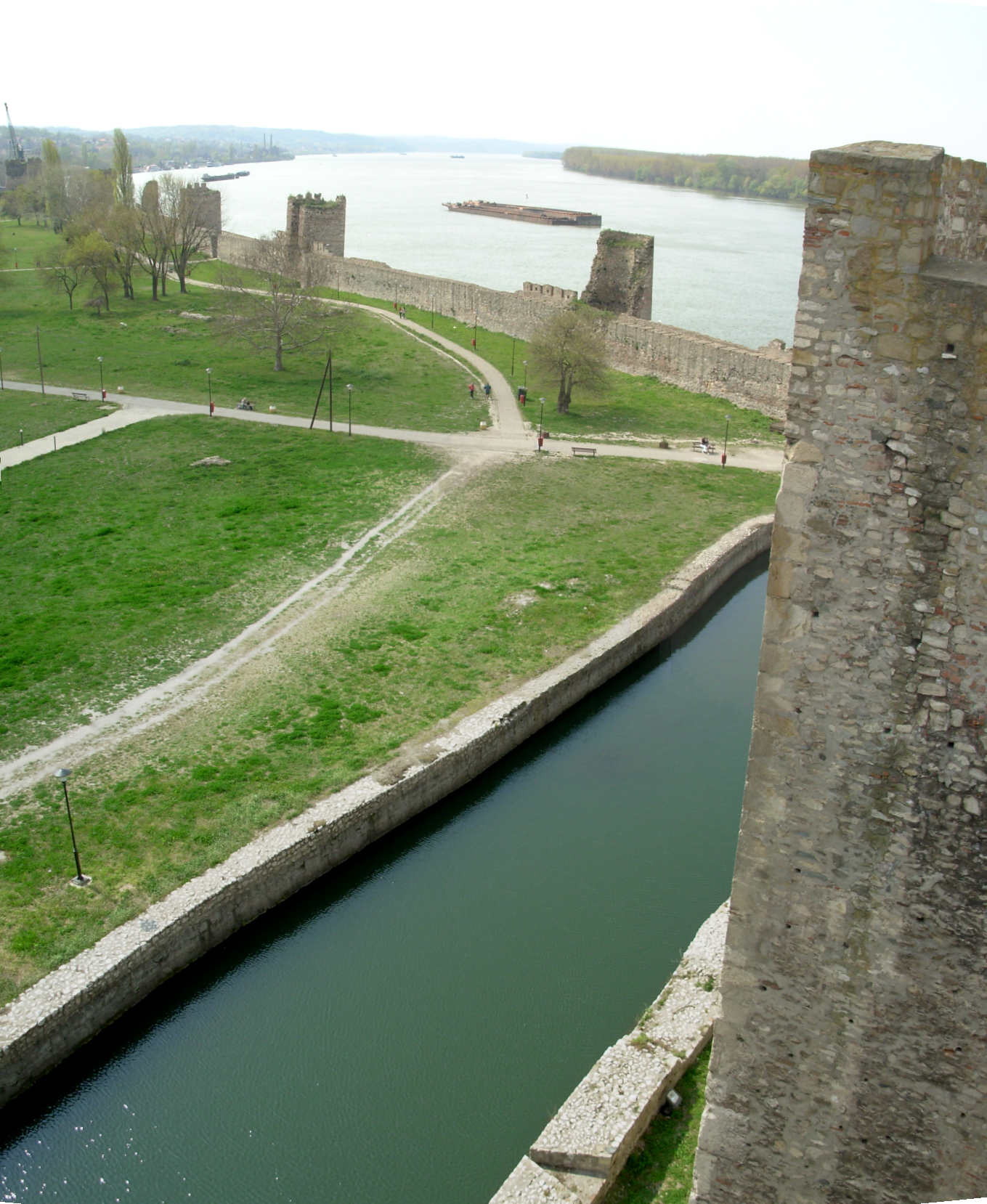
Смедеревська фортеця, вид на Дунай зі стін фортеці

У середньовіччі місто було столицею та найбільшим містом Сербії, про це свідчить стародавній центр міста, збудований між 1427 та 1459 роками та який добре зберігся.
1458 року місто було цілком захоплено Османською імперією та 1459 року перетворено на Санджак Смедерево.
Смедеревська фортеця, зведена у XV столітті, нині є однією з головних пам'яток міста.

## Населення
Чисельність населення становить 77 808 чоловік (2002).
Етнічний склад населення міста відзначається однорідністю: тут проживає 58,2 тисяч сербів (93 %), 1,6 тисячі циган (3 %) і 0,5 тисячі чорногорців (1 %).

## Економіка
Смедерево — один з головних промислових центрів Сербії. Тут розміщено найбільший сталеливарний завод країни SARTID. Також представлено виробництво будівельних машин та інші галузі машинобудування.
Смедерево — великий промисловий порт на Дунаї.

## Спорт
В місті є футбольний клуб «Смедерево».

## Міста-побратими
- Герцег-Нові, Чорногорія
- Пале, Боснія і Герцеговина
- Волос, Греція